# 프리들링겐 전투
프리들링겐 전투는 1702년에 벌어진 프랑스와 신성로마제국 사이에 벌어진 전투이다. 황제군은 바덴-바덴 마르그레브 루트비히 빌헬름(Louis William, Margrave of Baden-Baden)이 지휘했고, 반면에 프랑스군은 클로드 루이 엑토르 드 빌라르(Claude Louis Hector de Villars)가 지휘했다. 전투는 프랑스군이 승리했다.

## 서막
프랑스군은 라인강의 동쪽지역에 자신들의 영향력을 확대하고 싶었다. 1702년 빌라르는 루이 14세에게서 슈바벤(Swabia)를 공략하라는 명을 받았다. 프랑스군은 그들의 동맹자인 바바리아(Bavarian)군과 합류하기 위해 그들 사이에 있는 황제군을 격파할 필요가 있었다.

## 전투
프랑스군은 바젤(Basel)의 바로 북쪽에 있는 웨일 암 레인( Weil am Rhein)에서 1702년 8월 14일 라인 강을 도하했다. 빌라르는 황제군을 프리들링겐에서 공격했다. 훗날의 육군원수 루트비히 빌헬름은 병사들에게 참호를 파게하고, 이곳을 수비하며, 프랑스군을 얼마동안 붙들어 놓게 하였다. 그리고 루트비히 빌헬름은 북쪽으로 유유히 퇴각했다.

## 영향
이 전투는 빌라르에게 피로스의 승리(Pyrrhic victory 많은 대가를 치르고 얻은 승리)였다. 프랑스군이 잃은 것은 많았다. 1,703명이 전사하고 2,601명이 부상을 입었다. 그러나 황제군은 355명이 전사하고 742명만이 부상당했을 뿐이다. 빌라르는 또한 바바리아군과 합류하는 것도 방해받았다.
라인 강 동부의 마을, 특히 웨일 암 레인은 많은 피해로 고통 받았다.